# کیزیل-بولیاک
کیزیل-بولیاک (انگلیسی: Kyzyl-Bulyak) یک شهرک در شهرستان تویمازینسکی استان باشقیرستان کشور روسیه است.